# Chorotypus biemarginatus
Chorotypus biemarginatus är en insektsart som beskrevs av Brunner von Wattenwyl 1898. Chorotypus biemarginatus ingår i släktet Chorotypus och familjen Chorotypidae. Inga underarter finns listade i Catalogue of Life.